# Karugampattur
Karugampattur là một thị trấn thống kê (census town) của quận Vellore thuộc bang Tamil Nadu, Ấn Độ.

## Nhân khẩu
Theo điều tra dân số năm 2001 của Ấn Độ, Karugampattur có dân số 5272 người. Phái nam chiếm 50% tổng số dân và phái nữ chiếm 50%. Karugampattur có tỷ lệ 59% biết đọc biết viết, thấp hơn tỷ lệ trung bình toàn quốc là 59,5%: tỷ lệ cho phái nam là 69%, và tỷ lệ cho phái nữ là 49%. Tại Karugampattur, 14% dân số nhỏ hơn 6 tuổi.